# مویسیه‌وو
مویسیه‌وو (انگلیسی: Moiseyevo) یک شهرک در شهرستان بلاگووارسکی باشقیرستان کشور روسیه است.